# Pristiphora erichsonii
Pristiphora erichsonii är en stekelart som först beskrevs av Hartig.  Pristiphora erichsonii ingår i släktet Pristiphora och familjen bladsteklar. Arten är reproducerande i Sverige. Inga underarter finns listade i Catalogue of Life.

## Bildgalleri

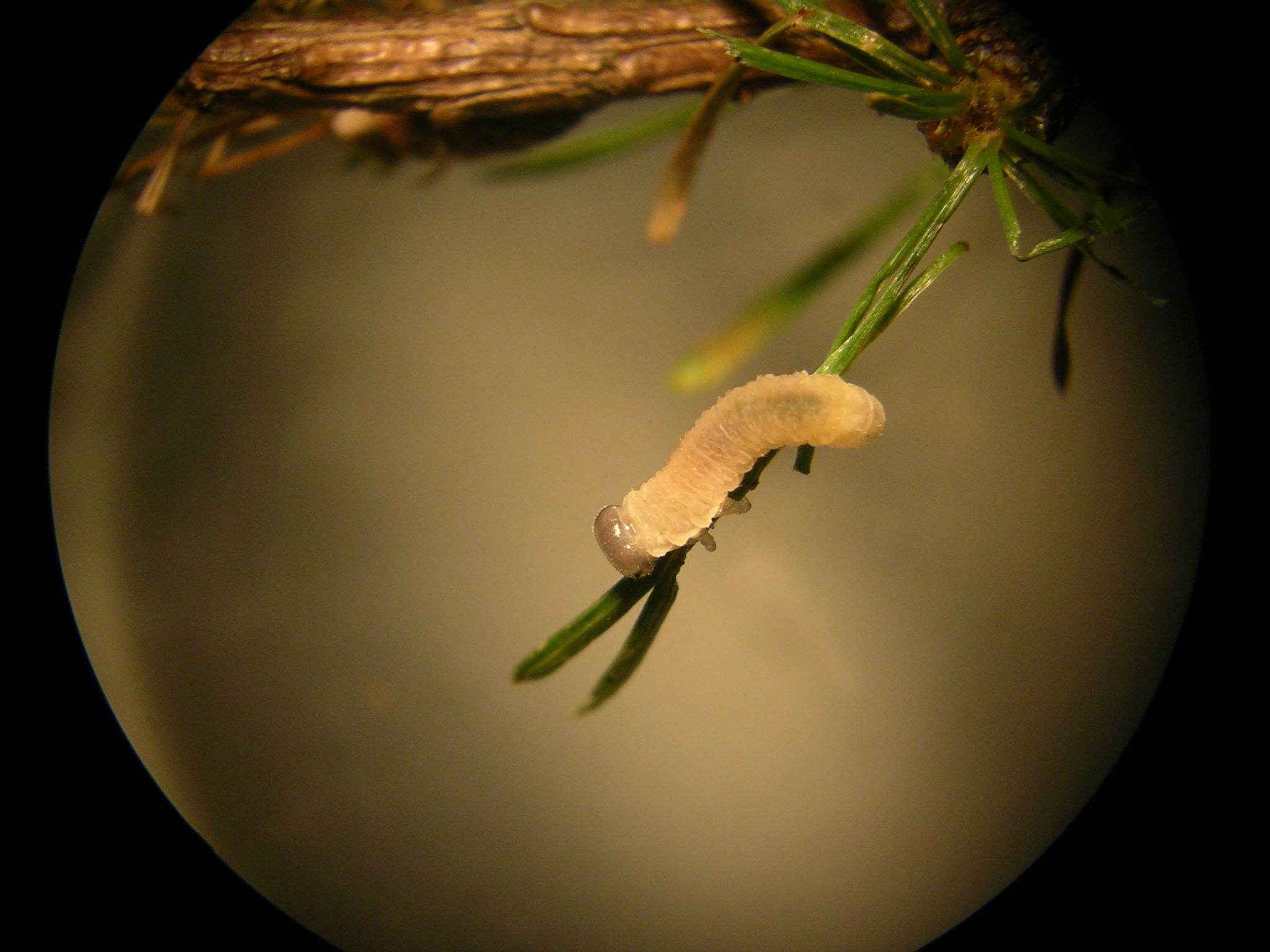
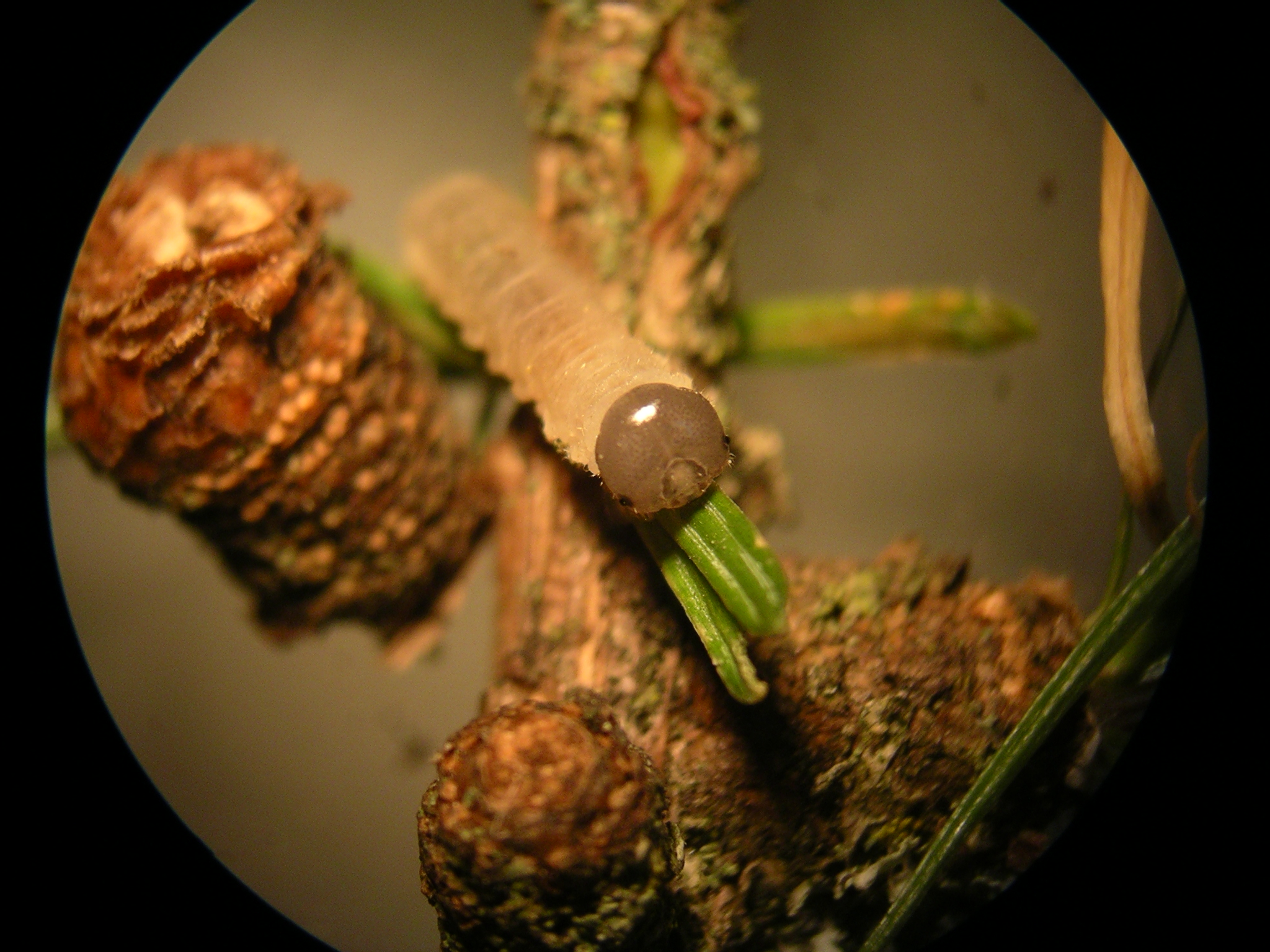
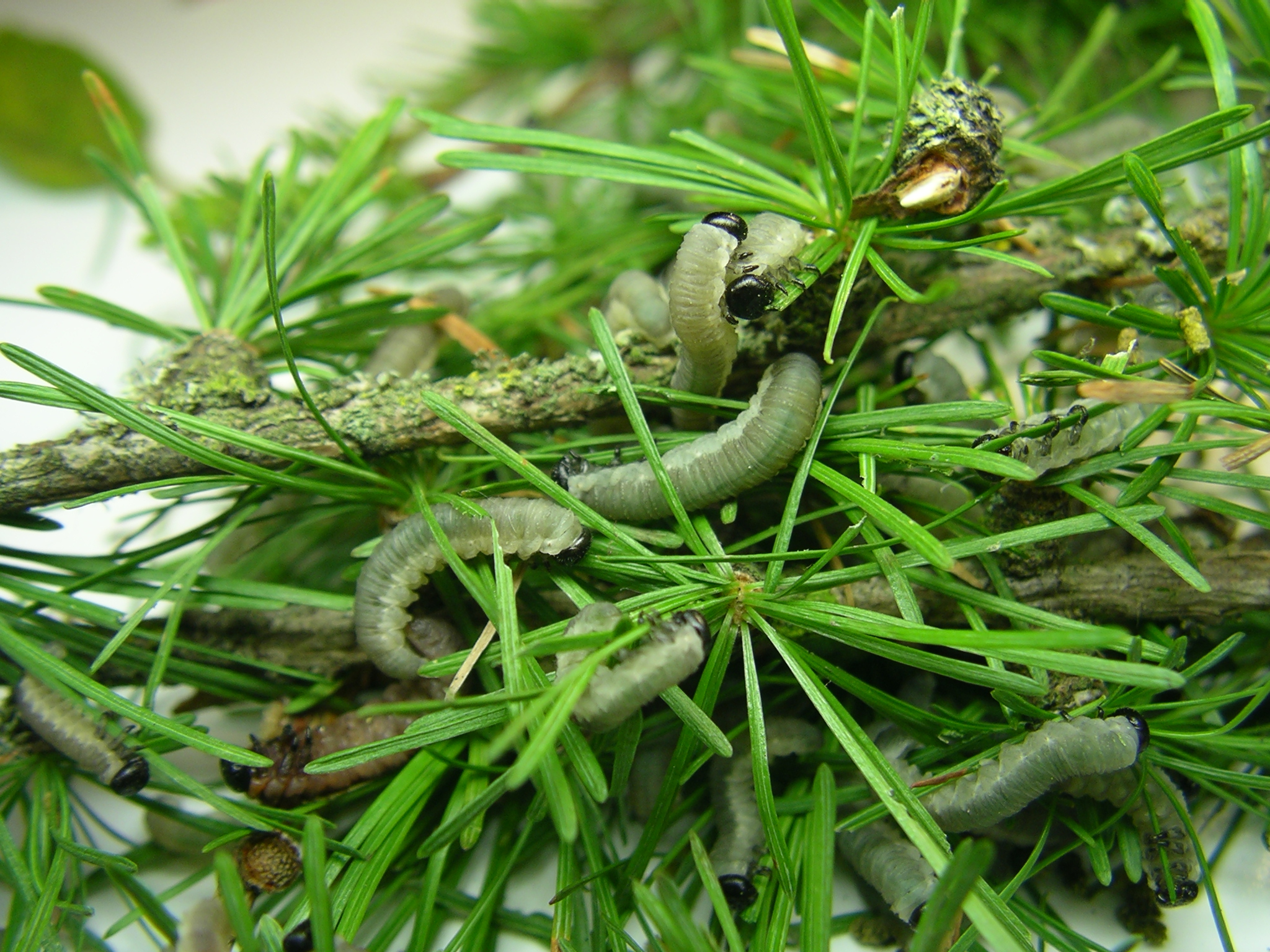
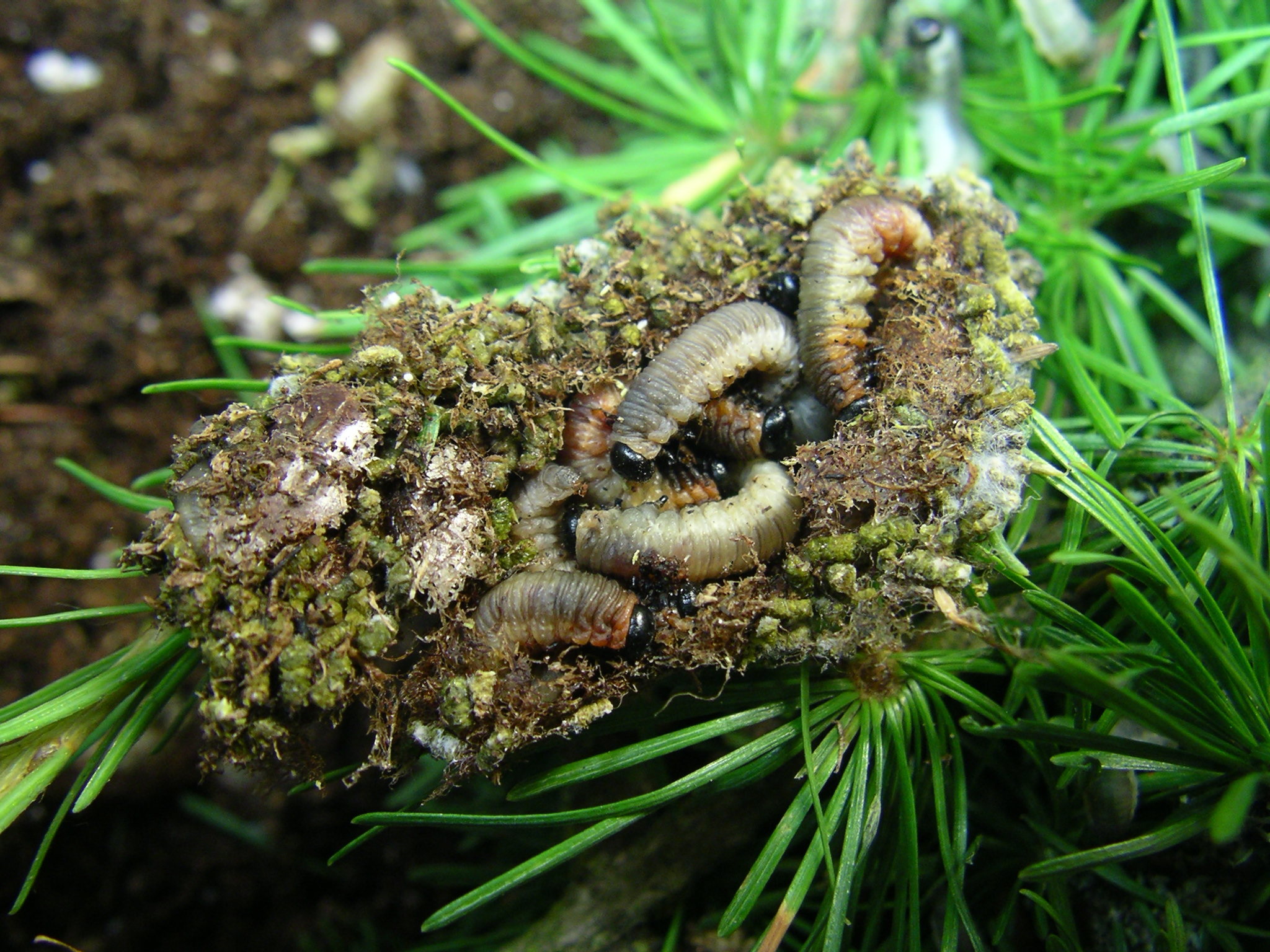
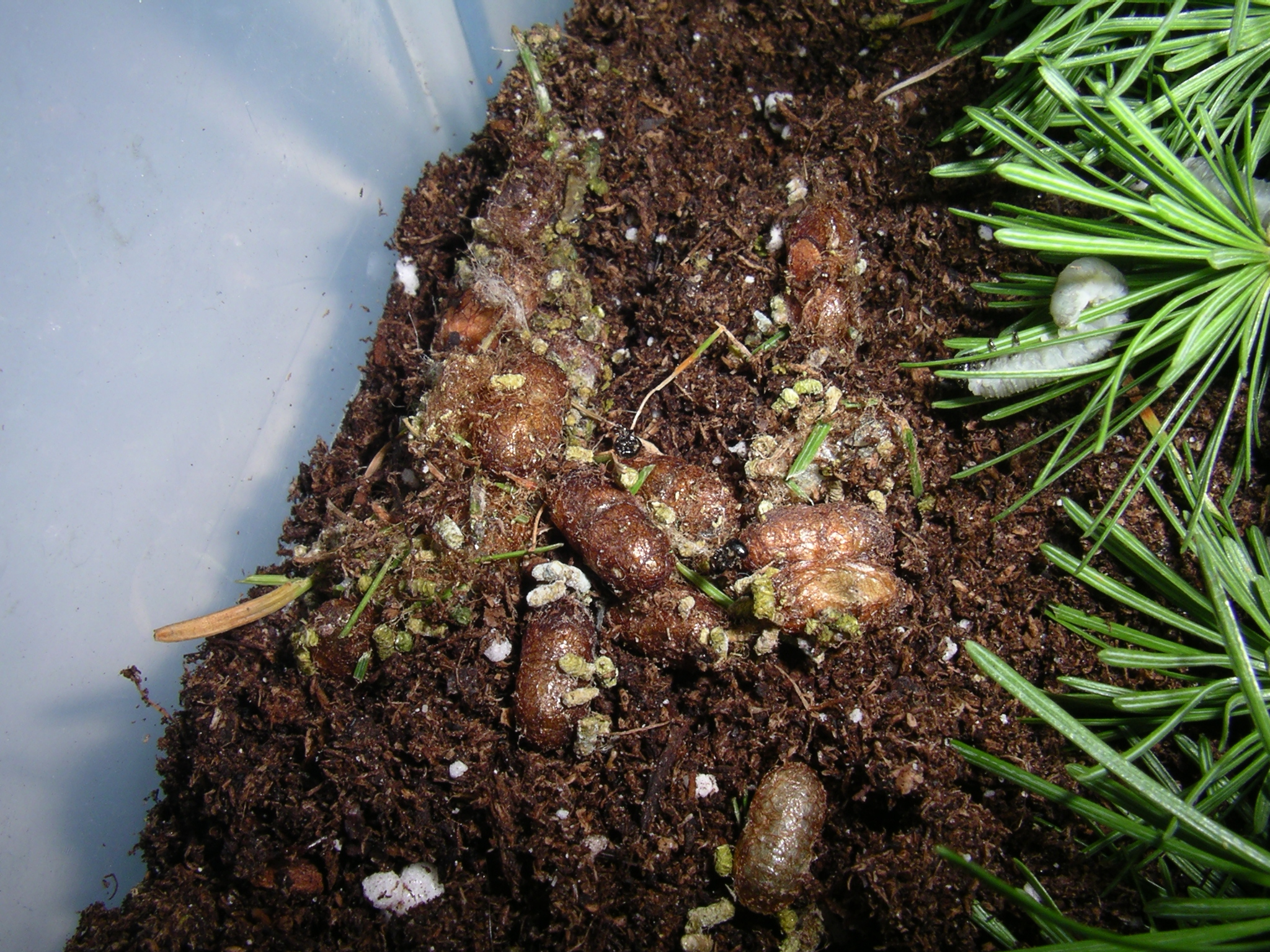